# Metal Marathon
Metal Marathon è il primo album dei The Heavy's, uscito il 5 novembre 1989 per l'Etichetta discografica Ariola Records.

## Tracce

### Go On Fast Mix
1. Arena Chant 0:26
2. You Give Love A Bad Name 0:54 (Bon Jovi)
3. Rock You Like A Hurricane 0:23 (Scorpions)
4. Dude (Looks Like A Lady) 0:31 (Aerosmith)
5. I Was Made For Loving You 0:54 (Kiss)
6. Welcome To The Jungle 0:41 (Guns N' Roses)
7. Locomotive Breath 0:40 (Jethro Tull)
8. It's Only Rock'n'Roll 0:15 (Rolling Stones)
9. Shooting Star 0:08 (Bob Dylan)
10. Whatever You Want 0:47 (Status Quo)
11. The Wanderer 0:24 (Dion)
12. You've Got Another Thing Comin' 1:02 (Judas Priest)
13. Dirty Deeds Done Dirt Cheap 0:25 (AC/DC)
14. Born To Be Wild 0:16 (Steppenwolf)
15. Coliseum Chant 0:18
16. Heatstrokes'89 0:39 (Krokus)
17. Whole Lotta Rosie 0:44 (AC/DC)
18. Kids Wanna Rock 0:12 (Bryan Adams)
19. Johnny B. Goode 0:52 (Chuck Berry)
20. Hooligan Chant 0:52

### Hardewear Mix
1. Metal Chant (Part One) 0:12
2. Smoke On The Water 0:50 (Deep Purple)
3. Living On A Prayer 0:55 (Bon Jovi)
4. Jump 0:31 (Van Halen)
5. Living After Midnight 0:16 (Judas Priest)
6. Lick It Up 0:32 (Kiss)
7. Metal Chant (Part II) 0:16
8. Bedside Radio'89 0:38 (Krokus)
9. Long Stick Goes Boom'89 0:13 (Krokus)
10. Animal 0:33 (Def Leppard)
11. You Really Got Me 0:46 (The Kinks)
12. Rockin' All Over The World 1:19 (Status Quo)
13. Metal Chant (Part III) 0:46

### Slow Down Mix
1. Lady In Black 0:49 (Uriah Heep)
2. Tokyo Night 0:53 (KROKUS)
3. Bad Love 0:39 (Krokus)
4. Is This Love 0:26 (Whitesnake)
5. Screaming In The Night 0:26 (Krokus)
6. Paradise City 0:49 (Guns N' Roses)
7. Somebody 0:24 (Bryan Adams)
8. Dream On 0:41 (Nazareth)
9. I'll Be There For You 0:33 (Bon Jovi)
10. Stairway To Heaven 0:56 (Led Zeppelin)
11. Stiil Loving You 1:18 (Scorpions)
12. Sailing 1:08 (Rod Stewart)
13. Carrie 1:28 (Europe)
14. We Are The Champions 0:33 (Queen)
15. Monster Chant 0:58

### Swatch Out Mix
1. Metal Chant (Part IV) 0:11
2. Highway To Hell 0:34 (AC/DC)
3. All Right Now 0:31 (Free)
4. Gimme All Your Lovin' 0:43 (ZZ Top)
5. Bad Medicine 0:23 (Bon Jovi)
6. Immigrant Song 0:39 (Led Zeppelin)
7. You Shook Me All Night Long 0:35 (AC/DC)
8. Metal Chant (Part V) 0:18
9. Woman From Tokyo 0:18 (Deep Purple)
10. Bang Your Head 0:33 (Quiet Riot)
11. Sharp Dressed Man 0:39 (ZZ Top)
12. Cat Scratch Fever (Ted Nugent)
13. The Final Countdown 1:33 (Europe)
14. Metal Chant (Part VI) 0:35

## Formazione
- Mark B-Lay (Peter Tanner) - voce
- Ben Branov (Fernando Von Arb) - chitarra
- Rob Weiss (Chris Von Rohr) - basso
- Walter Hammer (Jürg Naegeli) - batteria, tastiere